# 4633 Marinbica
A 4633 Marinbica (ideiglenes jelöléssel 1988 AJ5) a Naprendszer kisbolygóövében található aszteroida. Henri Debehogne fedezte fel 1988. január 14-én.